# Joe Low
Joe Low (Cardiff, 20 de febrero de 2002) es un futbolista británico que juega en la demarcación de defensa para el Huddersfield Town A. F. C. de la EFL League One.

## Selección nacional
Hizo su debut con la selección de fútbol de Gales el 11 de octubre de 2023 en un partido amistoso contra Gibraltar que finalizó con un resultado de 4-0 a favor del combinado galés tras los goles de Ben Davies, Nathan Broadhead y un doblete de Kieffer Moore.

## Clubes
| Club                        | País       | Año       | Partidos | Goles |
| --------------------------- | ---------- | --------- | -------- | ----- |
| Dorchester Town FC (cedido) | Inglaterra | 2019      | 3        | 0     |
| Frome Town FC (cedido)      | Inglaterra | 2019      | 4        | 1     |
| Yate Town FC (cedido)       | Inglaterra | 2019-2020 | 12       | 1     |
| Eastleigh F. C. (cedido)    | Inglaterra | 2021      | 8        | 0     |
| Bristol City F. C.          | Inglaterra | 2022      | 2        | 0     |
| Walsall F. C.               | Inglaterra | 2023      | 16       | 1     |
| Wycombe Wanderers F. C.     | Inglaterra | 2023-2025 | 83       | 8     |
| Huddersfield Town A. F. C.  | Inglaterra | 2025-     |          |       |